# Evelyn Sanguinetti

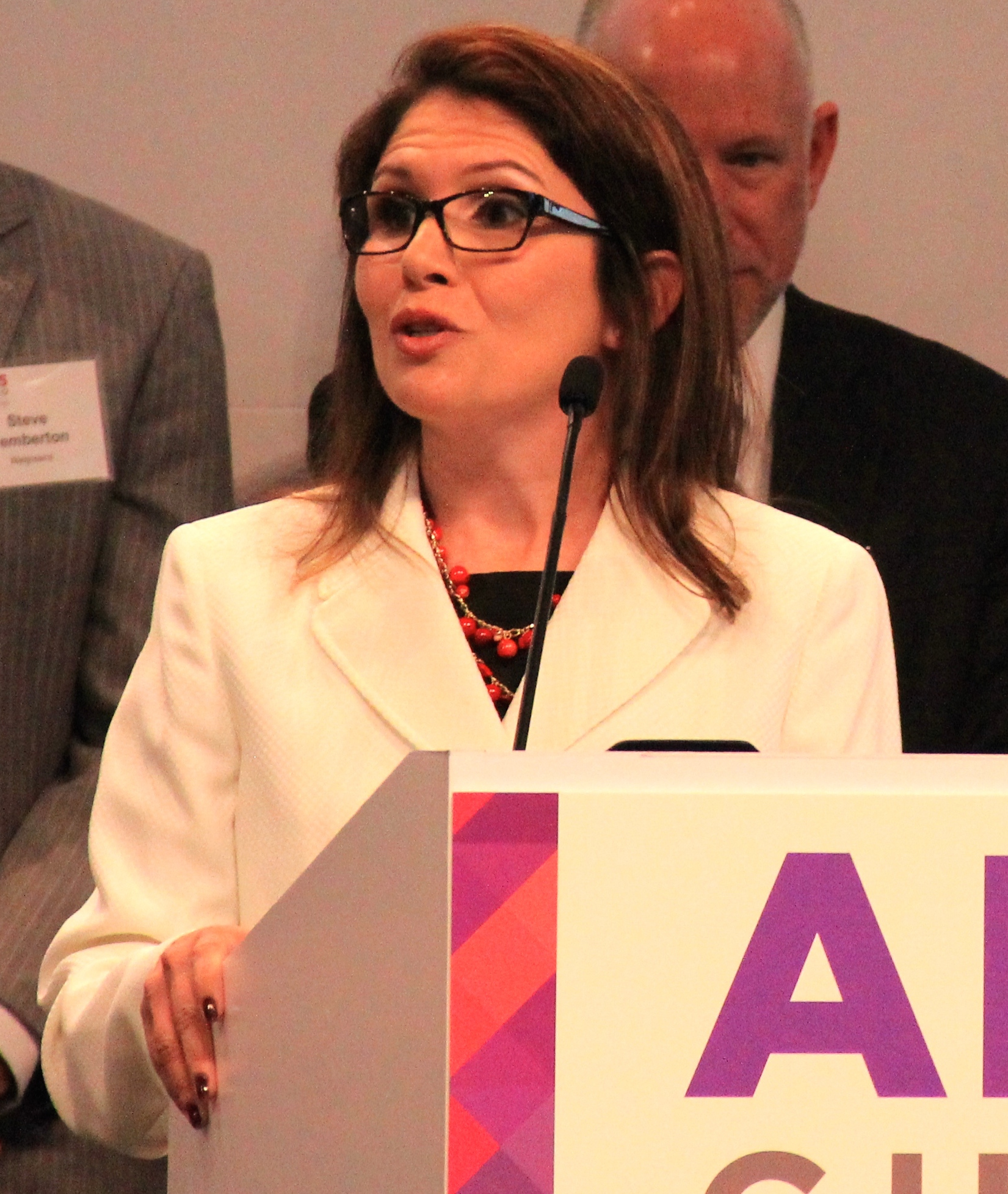
Evelyn Sanguinetti (2015)

Evelyn Sanguinetti (* 12. November 1970 in Miami, Florida) ist eine US-amerikanische Politikerin der Republikanischen Partei. Sie war zwischen 2015 und 2019 Vizegouverneurin von Illinois.

## Leben
Sanguinetti wurde 1970 in Miami als Tochter eines ecuadorianischen Einwanderers sowie einer Exilkubanerin geboren. Sie studierte an der Florida International University Musik, was sie mit einem Bachelor erfolgreich abschloss. Später zog sie nach Chicago um und studierte dort Rechtswissenschaften. Nach ihrem Studium gehörte die Republikanerin als Assistentin dem Stab des damaligen Attorney Generals von Illinois, Jim Ryan, an, bevor sie 2011 in Wheaton, Illinois in den Stadtrat gewählt wurde.
Im Vorfeld der Gouverneurswahl in Illinois 2014 wählte sie der republikanische Kandidat Bruce Rauner als Running Mate, also seine Anwärterin für den Posten des Vizegouverneurs, aus. Im März 2014 konnten sich Rauner und Sanguinetti bei den republikanischen Vorwahlen durchsetzen und wurden damit zu den Kandidaten der Partei für die Gouverneurswahl im November 2014 nominiert. Bei dieser Wahl siegte das Duo aus Rauner und Sanguinetti über den demokratischen Amtsinhaber Pat Quinn und dessen Vizekandidaten Paul Vallas mit 50,3 gegen 46,3 Prozent der Stimmen. Evelyn Sanguinetti wurde damit zur ersten hispanischen Vizegouverneurin des Bundesstaates gewählt.
Unmittelbar nach dem Wahlsieg ernannte sie Rauner als Chef-Koordinatorin für die Übergabe der Regierungsgeschäfte. Am 12. Januar 2015 wurde sie, wie auch Rauner, für ihr neues Amt vereidigt. Seither amtiert sie als Stellvertreterin des Gouverneurs. Zur Gouverneurswahl im Herbst 2018 fungierte sie erneut als Rauners Running Mate, jedoch unterlagen beide dem demokratischen Ticket aus J. B. Pritzker und Juliana Stratton. Im Januar 2019 endete daher ihre Amtszeit als Vizegouverneurin.
Nachdem Sanguinetti im April 2019 verkündet hatte, sich für bei den Wahlen zum Repräsentantenhaus 2020 für den Sitz des 6. Wahlbezirkes von Illinois gegen den demokratischen Amtsinhaber Sean Casten zu bewerben, zog sie im Oktober 2019 ihre Kandidatur zurück. Als Grund wurden zu geringe Spendeneinnahmen für ihre Kampagne angegeben.
Sanguinetti ist verheiratet.